# Friedrich Wilhelm Schneidewin
Friedrich Wilhelm Schneidewin, född den 6 juni 1810, död den 11 januari 1856, var en tysk klassisk filolog. Han var far till teologen och filologen Max Schneidewin.
Schneidewin blev 1833 lärare vid gymnasiet i Braunschweig, 1837 extra ordinarie och 1842 ordinarie professor i Göttingen. Schneidewin gav bland annat ut Delectus poeseos graecorum elegiacae, iambicae, melicae (1838-1839, med fragment av de lyriska poeterna), upplagor av Sofokles, Babrios och Aischylos Agamemnon. Med Ernst Ludwig von Leutsch utarbetade Schneidewin band 1 av Corpus paroemiographorum (2 band, 1839, 1851) samt grundade 1846 den bekanta filologiska tidskriften Philologus.